# Siswal
Siswal es una ciudad del distrito de Hisar, en el estado de Haryana, en la India.

## Geografía
Se encuentra a una altitud de 208 m s. n. m. (metros sobre el nivel del mar), a 256 km de la capital estatal, Chandigarh, en la zona horaria UTC+5:30.

## Demografía
Según estimación de 2011, contaba con una población de 13 009 habitantes.